# Lubienia (gmina)
Lubienia – dawna gmina wiejska istniejąca na przełomie XIX i XX wieku w guberni radomskiej. Siedzibą władz gminy była Lubienia.
Za Królestwa Polskiego gmina Lubienia należała do powiatu iłżeckiego w guberni radomskiej. W skład gminy wchodziły: Budy-Brodzkie, Henryk (kolonia i kopalnia), Jasieniec Iłżecki, Lipie, Lubienia, Małyszyn i Nowe Lipie. Powierzchnia wynosiła 6862 mórg a gmina liczyła w 1884 roku 1990 mieszkańców.
Brak informacji o dokładnej dacie zniesienia gminy, lecz nastąpiło to między 1890 a 1906 (wg oficjalnych wykazów). W wykazie z 1921 roku skład dawnej gminy podzielony na trzy wielkościowo podobne części: południowo-zachodnią (z m.in. Lubienią), którą włączono do gminy Wierzbnik; wschodnią (z m.in. Jasieńcem Iłżeckim), którą włączono do  gminy Błaziny i północno-zachodnią (z m.in. Małyszynem), którą włączono do  gminy Mirzec.